# Czelustnica
Czelustnica (bułg. Челюстница) – wieś w Bułgarii, w obwodzie Montana, w gminie Cziprowci. Według danych szacunkowych Ujednoliconego Systemu Ewidencji Ludności oraz Usług Administracyjnych dla Ludności, 15 czerwca 2020 roku miejscowość liczyła 80 mieszkańców.

## Historia
Mieszkańcy wsi wzięli udział w powstaniu cziprowskim w 1688 roku.